# Sint-Lievens-Houtem
Sint-Lievens-Houtem è un comune belga situato nella regione fiamminga.